# Robert Radcliffe, I conte di Sussex
Robert Radcliffe, X barone Fitzwalter e I conte di Sussex (1483 – Chelsea, 27 novembre 1542), Suo padre John Radcliffe venne decapitato per tradimento nel 1496, ma per Robert Radcliffe non vi furono conseguenze. Nel 1526 divenne membro del consiglio privato e nel 1529 fu nominato conte di Sussex. Nel 1540 assunse la carica di gran ciambellano della corona.

## La vita

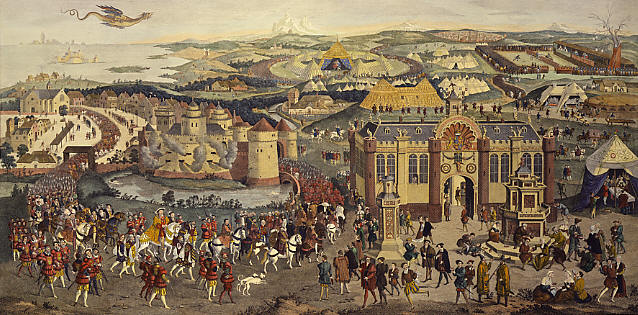
Campo del drappo d'oro

Robert Radcliffe nacque nel 1483 unico figlio di John Radcliffe (1452-1496), IX barone FitzWalter e di Margaret Whetehill che, essendo vedova era già al suo secondo matrimonio. Robert ebbe cinque sorelle, Bridget, Ursula, Jane, Anne e Mary, andarono tutte in sposa a vari gentiluomini, tranne Jane che entrò in convento.
Nell'ottobre 1495 John Radcliffe venne arrestato per alto tradimento con l'accusa di aver cospirato insieme ad altri sostenitori di Perkin Warbeck l'uomo che sosteneva di essere uno dei Principi nella Torre. Tutti i suoi titoli vennero ripresi dalla corona, i beni confiscati e venne quindi imprigionato a Guînes, dopo un fallito tentativo di fuga venne quindi nuovamente arrestato e decapitato a Calais attorno al novembre del 1496. La madre di Robert, Margaret, era ancora viva nel luglio 1518, non si conosce la data esatta della sua morte.
La sorte del padre non sembrò inficiare il destino del figlio, Robert infatti entrò a servizio nella corte di Enrico VII d'Inghilterra e quindi in quella del suo figlio ed erede Arturo Tudor e presenziò alle sue nozze con Caterina d'Aragona il 14 novembre 1501.
Una lettera patente del 3 novembre 1505 provvide a restituire a Robert i beni di famiglia, mentre un atto del parlamento datato al 1509 gli restituì il titolo di Barone FitzWalter e nello stesso anno Robert venne ammesso entro l'Ordine del Bagno, era il 23 giugno ed il giorno seguente prese parte all'incoronazione di Enrico VIII d'Inghilterra, figlio minore di Enrico VII che era diventato erede al trono nel 1502 alla morte del fratello Arturo. Robert era anche presente nell'Abbazia di Westminster quando nel 1515 Thomas Wolsey ricevette il cappello cardinalizio.
Quando nel 1513 l'Inghilterra invase la Francia Robert servì nell'avanguardia sotto il comando di George Talbot, IV conte di Shrewsbury e partecipò agli assedi di Thérouanne e Tournai. Nel giugno 1520 Robert presenziò al Campo del Drappo d'Oro dove Enrico incontrò Francesco V di Francia e agli incontri con Carlo V d'Asburgo di cui uno sempre nel 1520 e l'altro nel maggio 1522. Nel 1521 Robert servì quale ammiraglio di uno squadrone di uomini e fece di nuovo parte dell'avanguardia, quale capitano, sotto il comando di Thomas Howard, III duca di Norfolk quando gli inglesi attraccarono a Morlaix il 1º luglio e si diressero quindi verso la Piccardia dove combatterono dal 30 agosto al 14 ottobre.
Il 7 maggio 1524 Robert fu creato cavaliere dell'Ordine della Giarrettiera e il 18 luglio 1525 quando il figlio illegittimo del re Henry Fitzroy venne creato Duca di Richmond Robert ricevette il titolo di Visconte. Altri titoli e onori seguirono negli anni a venire, prima del 2 febbraio 1526 Robert entrò a far parte del Consiglio privato di sua maestà e l'8 dicembre 1529 venne creato Conte di Sussex e infine, il 3 giugno 1532 fu fra coloro che vennero nominati ciambellani dell'Exchequer.
Alcuni storici affermano che Robert fu, per un lungo periodo, in grande confidenza con Enrico, affermazione sostenuta anche dal fatto che fu solo dietro l'approvazione del re che Robert propose di far passare innanzi alla figlia del re Maria il suo figlio illegittimo Henry Fitzroy che, in assenza di maschi nati entro il matrimonio, avrebbe ereditato il trono. Quando Enrico decise di divorziare da Caterina Robert prese le sue parti e servì all'incoronazione di Anna Bolena, seconda moglie del re, il 1º giugno 1533 e in quello stesso mese fu fra i commissari che si occuparono della causa di divorzio del sovrano.
Dopo il Pellegrinaggio di Grazia del 1537 Robert venne incaricato di riportare l'ordine nel Lancashire insieme a Edward Stanley, III conte di Derby e quale ricompensa per i propri servigi gli venne donato il maniero di Cleeve nel Somerset. Il 23 giugno 1537 gli venne promesso l'incarico di Lord Steward, ma quando il suo titolare morì l'anno seguente il posto andò al cognato e caro amico del re Charles Brandon, I duca di Suffolk.
Il 3 gennaio 1540 Robert fu fra coloro che accolsero con il re l'arrivo di Anna di Clèves a Blackheath e il 9 marzo dello stesso anno fu incaricato di indagare a Calais circa le accuse mosse contro Arturo Plantageneto ed altri nobili. Il 3 agosto 1540 Robert venne nominato Lord gran ciambellano a vita. Egli morì il 27 novembre 1542.

## Matrimoni e figli
Robert si sposò tre volte, poco dopo il 23 luglio 1505 si ammogliò con Elizabeth Stafford figlia di Henry Stafford, II duca di Buckingham e Catherine Woodville, insieme ebbero:
- Henry Radcliffe, II conte di Sussex (1507 – 17 febbraio 1557), suo figlio Thomas Radcliffe, III conte di Sussex fu un membro preminente della corte di Elisabetta I d'Inghilterra
- Humphrey Radcliffe (1508 o 1509 – 13 agosto 1566)
- George Radcliffe

Dal 1º settembre 1532 Robert risulta sposato con Anne Stanley, figlia di Thomas Stanley, II conte di Derby, insieme ebbero:
- Jane Radcliffe (1532 circa – 22 luglio 1552) che sposò Anthony Browne, I visconte Montague
- Anne Radcliffe

Il 14 gennaio 1537 Robert si sposò per la terza volta con Mary Arundell (morta il 20 o 21 ottobre 1557) insieme ebbero:
- un figlio battezzato il 22 marzo 1538 e morto bambino
- John Radcliffe (31 dicembre 1539 circa – 9 novembre 1568)